# Je veux donner ma voix
"Je veux donner ma voix" ("Eu quero dar a minha voz") foi a canção que representou a França no Festival Eurovisão da Canção 1999 que se desenrolou em Jerusalém.
A referida canção foi interpretada em francês por Nayah. Foi a décima canção a ser interpretada na noite do festival, a seguir à canção da Dinamarca "This Time I Mean It, cantada por Michael Teschl & Trine Jepsen e antes da canção dos Países Baixos "One Good Reason", interpretada por Marlayne. Terminou a competição em 19.º lugar 8entre 23 participantes), tendo recebido 14 pontos. No ano seguinte, em Festival Eurovisão da Canção 2000, a França foi representada por Sofia Mestari com a canção  "On aura le ciel".

## Autores
- Letristas: Gilles Arcens, Luigi Rutigliano
- Compositores: Pascal Graczyk, René Colombies

## Letra
A canção trata do desejo de Nayah dar a voz para a se assegurar que a paz e a harmonia prevalece no mundo.